# Issoria montana
Issoria montana är en fjärilsart som beskrevs av Reed. Issoria montana ingår i släktet Issoria och familjen praktfjärilar. Inga underarter finns listade i Catalogue of Life.